# Latrodectus geometricus
La araña viuda marrón (Latrodectus geometricus), también conocida como viuda gris o araña geométrica, es una especie de araña araneomorfa de la familia Theridiidae, dentro del género Latrodectus, que contiene las especies conocidas como "arañas viuda", incluyendo la más famosa viuda negra.

## Distribución
La viuda marrón es una especie cosmopolita que se puede encontrar en varios lugares del mundo, pero varios científicos creen que se ha originado en Sudáfrica. Son más comunes en zonas tropicales y edificios. Ha sido vista en muchas zonas de Estados Unidos, América central y del Sur, África, Asia, Australia y algunas islas caribeñas. También han competido con su prima, la viuda negra, llegando a desplazarla de lugares donde habita de forma nativa.

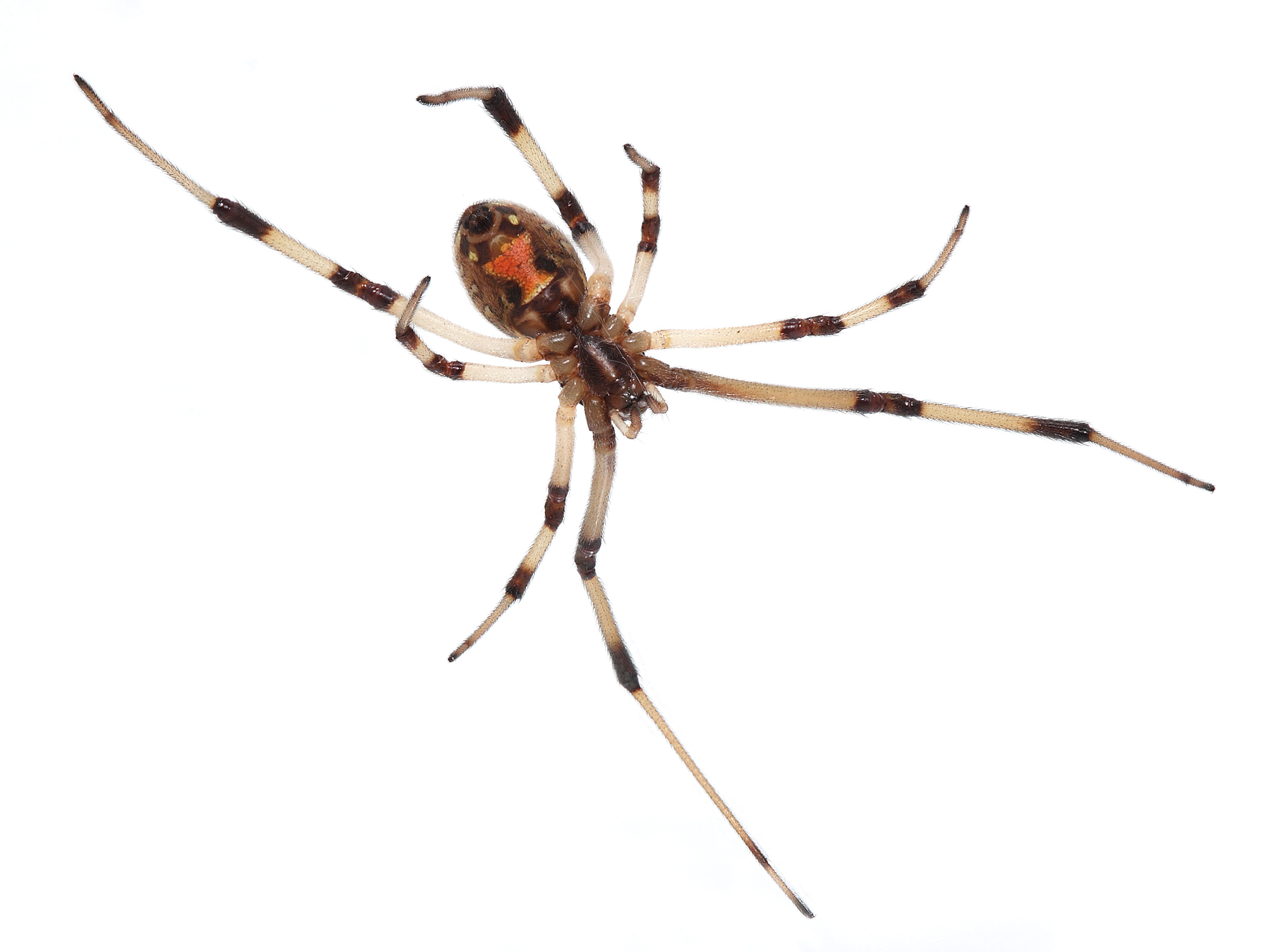
Ejemplar de viuda marrón con su distintiva marca de "reloj de arena" en el abdomen color naranja claro

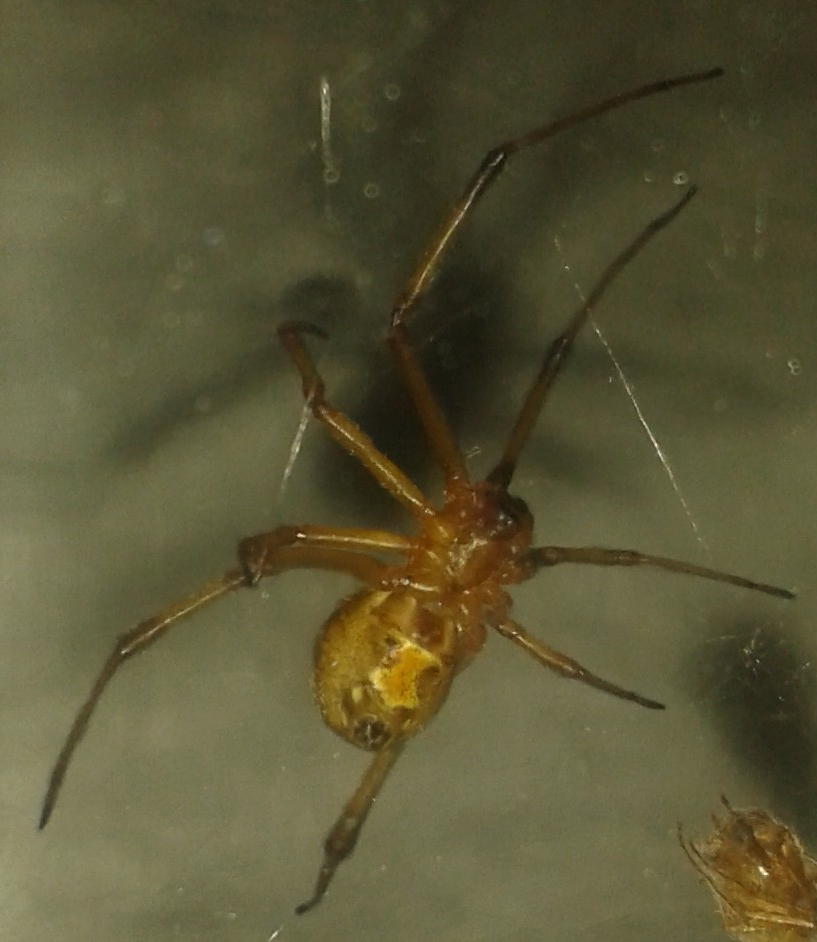
Espécimen de viuda marrón en El Cairo, Egipto

## Descripción
La araña viuda marrón es un poco más pequeña y de color más claro que otras especies de Latrodectus. El color puede variar del marrón al negro, e incluso con algunos tonos grisáceos. Como otras especies de Latrodectus incluyendo la viuda negra, esta especie también presenta una característica marca con forma de reloj de arena en el abdomen, que puede ser de color naranja claro o amarillo y la usa como señal de advertencia contra sus depredadores. Presentan ranuras en las patas. El nombre científico de esta araña se debe al patrón geométrico blanco y negro en el lado dorsal de su abdomen.

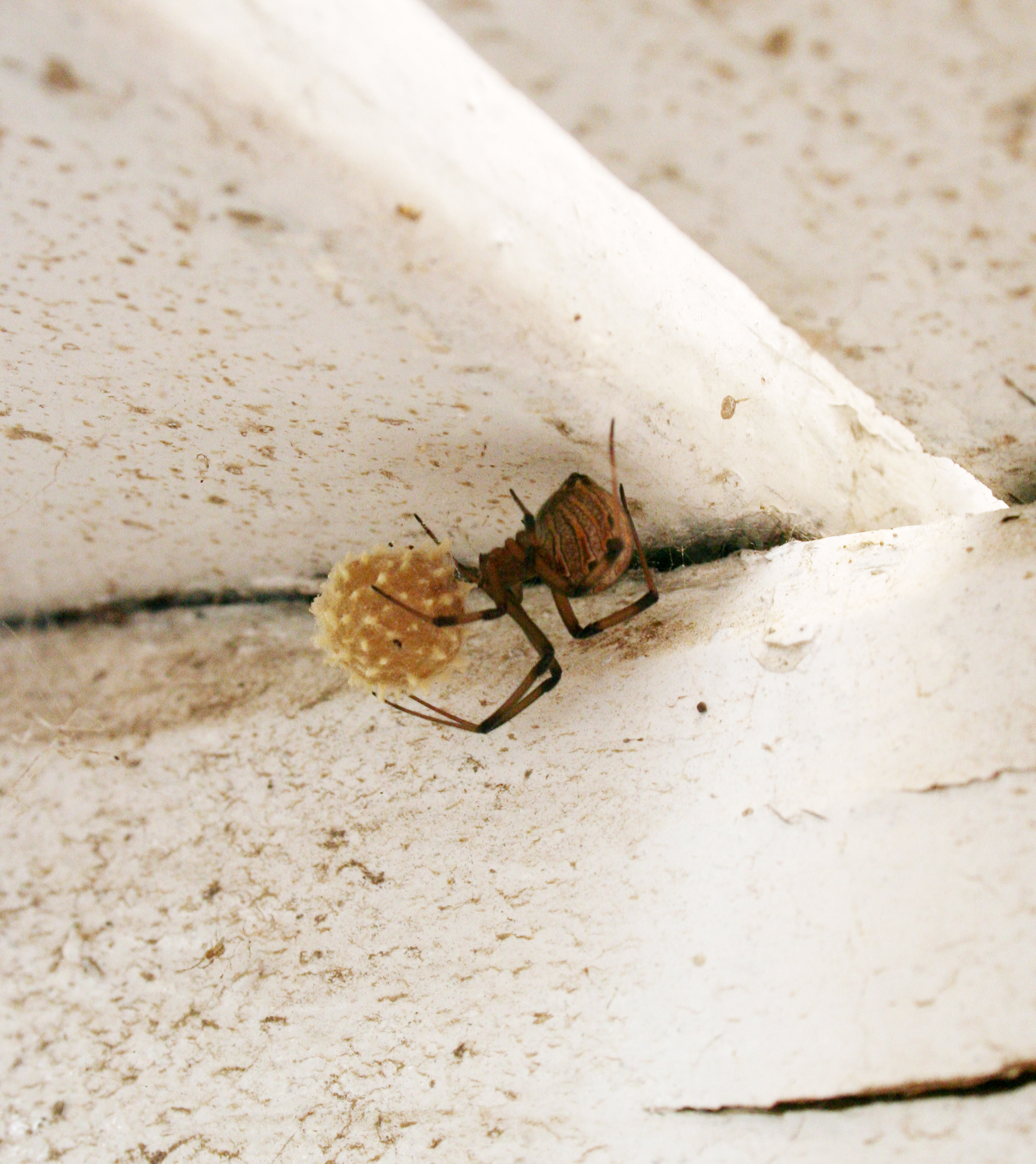
Araña viuda marrón con su saco de huevos

El saco de huevos de estas arañas es fácilmente reconocible debido a su apariencia "espinosa". Usualmente hacen sus telarañas en lugares aislados y oscuros, incluyendo debajo de barandillas, armarios y mobiliario urbano, por eso es frecuente verlas cerca de los humanos.

## Hábitat y alimentación
Su hábitat más común es tejer su telaraña entre los árboles en forma de red para capturar a sus presas. Son más activas durante la noche para poder realizar sus cazas nocturnas. Se alimentan de una gran variedad de insectos como abejas, avispas, moscas, cucarachas, saltamontes y grillos, para poder absorber los fluidos necesarios para su nutrición.

## Mordeduras
Como todas las especies de Latrodectus, esta araña tiene un veneno neurotóxico que utiliza para matar a sus presas y defenderse, pero como otras especies son muy poco agresivas y evitan morder a los 

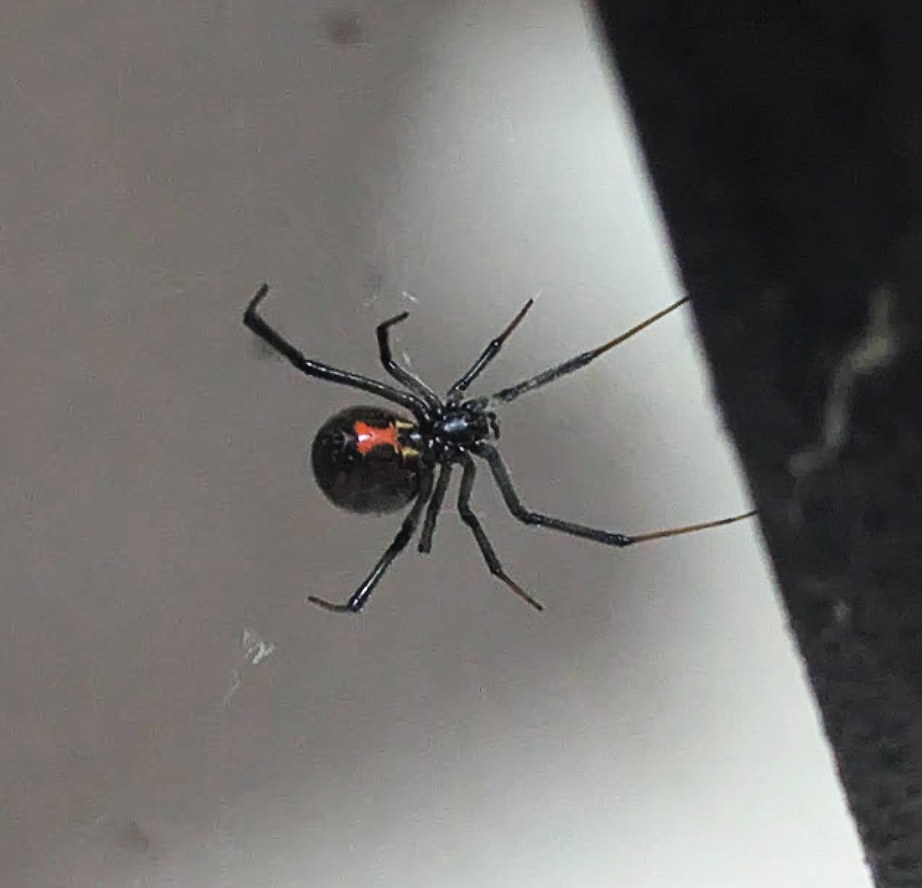
Viuda marrón con variación de color más oscuro, ubicada en Zarcero, Costa Rica

humanos. Esta especie inyecta muy poco veneno en humanos y los efectos secundarios incluyen generalmente dolor leve y enrojecimiento en el área de la mordida. Como máximo, puede provocar calambres, náuseas, vómito y algunos problemas para respirar constantemente. Se puede aliviar tomando algunos medicamentos contra el dolor (como ibuprofeno o acetaminofeno) y se recomienda limpiar el área de la mordedura con jabón y agua tibia, y de ser posible, colocar un paquete de hielo o toalla helada, para evitar que la mordedura se inflame y poder mantenerla fresca.